# Talisman: Live in Nagoya
Talisman: Live in Nagoya est un album de Painkiller enregistré en public en 1994 et publié par Tzadik en 2002.

## Titres
| 1.    | Batrachophrenoboocosmomachia | 31:58 |
| 2.    | Transport of Sorcerers       | 06:11 |
| 3.    | Ahamkara                     | 10:01 |
| 48:10 |                              |       |

## Personnel
- Mike Harris - batterie, voix
- Bill Laswell - basse, échantilloneur
- John Zorn - saxophone alto, voix